# Sancho Garcés (infante de Pamplona)
Sancho Garcés (c. 1038-Rueda de Jalón, 6 de enero de 1083) fue un infante del reino de Pamplona, hijo ilegítimo del rey García Sánchez III y primo carnal del rey Alfonso VI de León. Señor de Uncastillo y de Sangüesa, fue el padre de Ramiro Sánchez cuyo hijo García Ramírez el Restaurador dio comienzo a una nueva dinastía de los reyes de Pamplona.

## Vida
El infante Sancho, nacido poco antes de 1038, fue hijo del rey García Sánchez III de Pamplona con una concubina antes de contraer matrimonio con Estefanía. Aparte de ejercer las tenencias de Uncastillo y Sangüesa, también pudo ser el Sancho Garcés que aparece como tenente en Ruesta (1058), Surta (1065), Autol (1071) y Anguiano y Tobía en 1073. Tuvo varios hermanos, hijos del matrimonio legítimo de su padre, entre ellos el rey Sancho Garcés IV y el infante Ramiro, señor de Calahorra, de Torrecilla de Cameros. También fue hermano de Mencía Garcés, esposa del magnate Fortún Ochoa, hija ilegítima del rey García Sánchez III, aunque se desconoce si fueron hijos de la misma madre. 

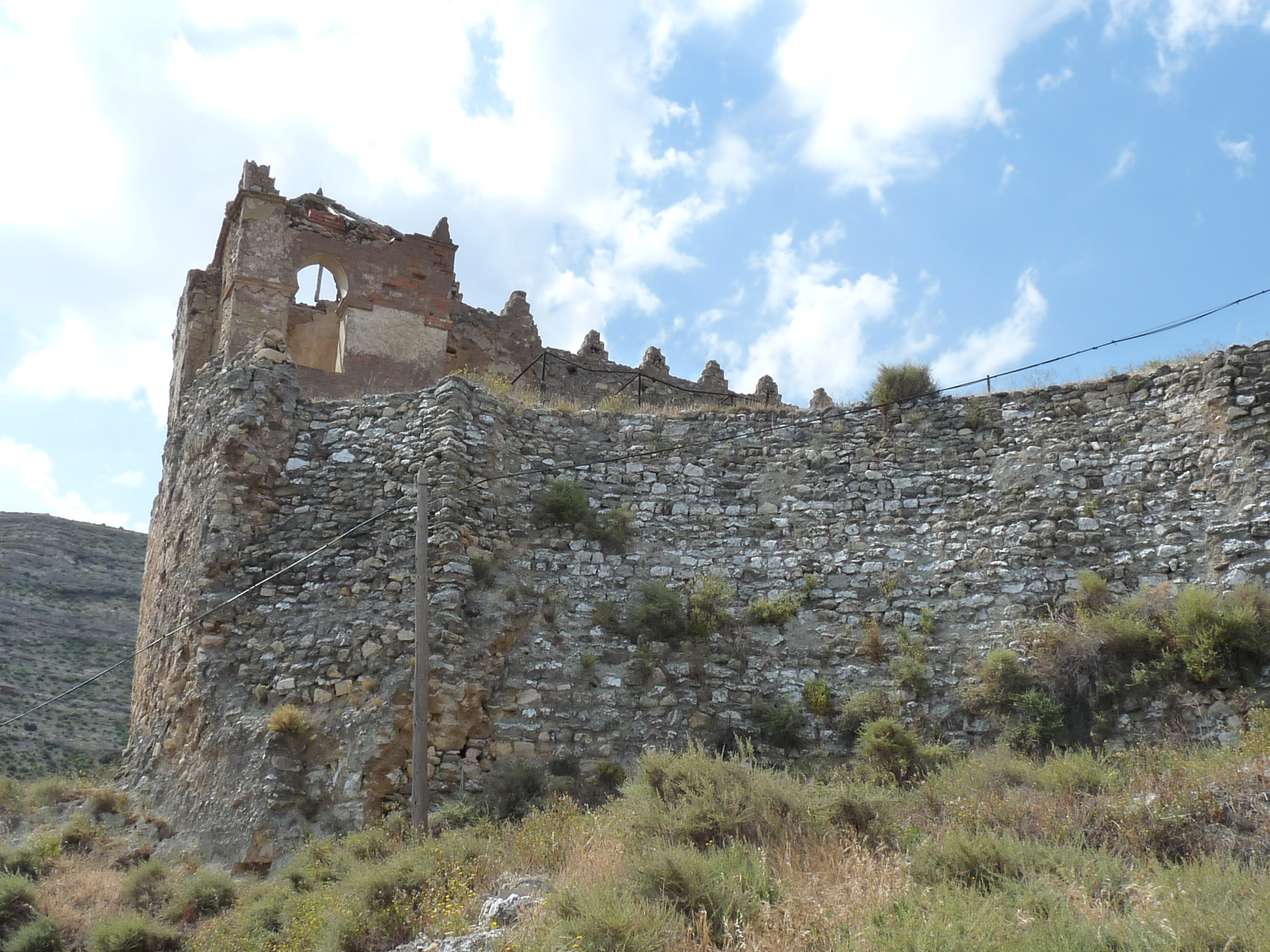
Castillo y muralla neoárabe en Rueda de Jalón donde perdió la vida el infante Sancho Garcés y muchos nobles.

Falleció el 6 de enero de 1083 junto con su hermanastro Ramiro de Pamplona quien dirigía las huestes del ejército enviado por el rey Alfonso VI en la jornada conocida como la «traición de Rueda» donde perdieron la vida muchos nobles, como el conde Gonzalo Salvadórez.

## Matrimonio, descendencia y leyenda
Contrajo matrimonio antes de 1057 con Constanza, según se desprende de un diploma datado el 25 de noviembre de ese año cuando el infante Sancho confirma, junto con su citada esposa, una venta hecha por su hermano el rey Sancho Garcés IV. Aparecen juntos dos semanas después, el 7 de diciembre de 1057 confirmando como domno Santio testis et uxor eius domna Constanza en el monasterio de San Martín de Albelda. La filiación de Constanza no ha sido confirmada y antiguos tratadistas afirmaban que era hija de un Gonzalo Marañón. Sin embargo, el medievalista Jaime de Salazar y Acha opina, basándose en la Crónica najerense, que Constanza pudo ser hija de un matrimonio anterior de la reina Estefanía: 

Se hallaba el rey Sancho de Castilla desposado con una hija de la reina Estefanía de Navarra, cuyo nombre la crónica omite, y otro Sancho, hijo bastardo que el rey García, marido de Estefanía, había tenido con otra concubina, movido por un arrebato de amor, raptó a la novia cuando era conducida al encuentro de su prometido y la condujo a la corte del rey moro de Zaragoza y más tarde a la de su tío el rey Ramiro de Aragón que le quería como un hijo. De resultas de todo ello se produjo la guerra entre ambos reyes de Castilla y Aragón, y la muerte de este último en el combate de Graus el año 1064.

Aunque el episodio narrado en la Crónica najerense ha sido considerado una leyenda sin fundamento, todos los personajes mencionados están documentados y es muy probable que los hechos descritos sean verídicos. En un documento del 29 de noviembre de 1074, el rey Sancho hace una donación a su hermano de unas casas y varias tierras en Calahorra. En este documento, el rey dice textualmente: vobis germano meo domno Sancio et uxori vestra vel germana mea domna Constancia; es decir, «a ti, mi hermano Sancho y a tu mujer, también mi hermana, doña Constanza».
De su matrimonio con Constanza nacieron dos hijos:
- Ramiro Sánchez de Pamplona, esposo de Cristina Rodríguez, hija de Rodrigo Díaz de Vivar el Cid y de Jimena Díaz.[13][14] Fueron padres del rey García Ramírez de Pamplona, llamado el Restaurador, y de la condesa Elvira Ramírez casada con el conde Rodrigo Gómez, hijo del conde Gómez González.

- Estefanía Sánchez, condesa por su matrimonio con el conde Fruela Díaz,[15] del linaje de los Flaínez, con importante descendencia, incluyendo el conde Ramiro Froilaz, padre de la condesa Estefanía Ramírez quien, con su esposo el conde Ponce de Minerva, fundó el Monasterio de Sandoval. Una de las hijas de los condes Fruela y Estefanía se llamó Constanza, igual que su abuela.[14]

Algunos historiadores han identificado a Sancho Garcés con Sancho Macerátiz, tenente en Oca quien estuvo casado con Andregoto, parienta de la reina Andregoto Galíndez. En 1075, Andregoto, ya viuda aparece en el Monasterio de San Millán de la Cogolla con sus cinco hijos; Sancho, Andregoto, Sancha, Jimena y Velasquita. Sin embargo, Sancho Garcés y su mujer Constanza están documentados en 1074 y es imposible que ya para 1075 haya contraído un segundo matrimonio y fuese padre de otros cinco hijos. Además, Sancho Garcés no falleció hasta siete años más tarde, lo cual indica que es un personaje distinto al Sancho Macerátiz que ya había fallecido para 1075.